# Vicariato apostólico de Harar

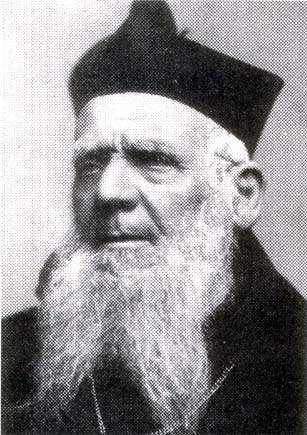
Cardenal Guglielmo Massaia, primer vicario apostólico de Harar

El vicariato apostólico de Harar (en latín: Vicariatus Apostolicus Hararen(sis)) es una circunscripción eclesiástica de rito latino de la Iglesia católica en Etiopía. Desde el 16 de abril de 2016 su obispo es Angelo Pagano, O.F.M.Cap.

## Territorio y organización
El vicariato apostólico extiende su jurisdicción sobre los fieles católicos de rito latino residentes en la región histórica de Hararge, que comprende la actual región de Harar, la región Somalí con excepción de las áreas de Afder y Liben; la ciudad autónoma de Dire Dawa; la parte oriental extrema de la región de Oromía; y parte de la zona 1 de la región Afar. En la práctica también forman parte de este Vicariato los fieles de rito oriental de la Iglesia católica etiópica residentes en el mismo territorio. Desde 2020 la misión católica de Gode depende de la Prefectura apostólica de Robe.
La sede del vicariato apostólico está en la ciudad de Harar (o Harrar), en donde se encuentra la Catedral del Santo Nombre de María.
En 2020 el territorio estaba formado por 15 parroquias y otras instituciones católicas, como escuelas, orfanatos y clínicas, con presencia de varias comunidades religiosas masculinas y femeninas.

## Historia
El vicariato apostólico de los Gallas fue erigido el 4 de mayo de 1846 con el breve Pastoralis muneris del papa Gregorio XVI, separando territorio de la prefectura apostólica de Abisinia (hoy suprimida). También tenía jurisdicción sobre las misiones católicas de Arabia, en la orilla opuesta del golfo de Adén.
El 4 de mayo de 1888 cedió la porción de territorio de ultramar para la erección del vicariato apostólico de Adén (hoy vicariato apostólico de Arabia Meridional) mediante el breve Quae catholico nomini del papa León XIII.
En 1907 el vicariato apostólico se dividió en tres distritos misioneros con sede en Harar, Adís Abeba y Kaffa, para un total de unos 19 000 fieles.
El 28 de enero de 1913 cedió parte de su territorio para la erección de la prefectura apostólica de Kaffa Meridional (hoy vicariato apostólico de Nekemte) mediante el decreto Quo uberes salutis de la Congregación de Propaganda Fide.
El 28 de abril de 1914 volvió a ceder parte de su territorio para la erección de la prefectura apostólica de Yibuti (hoy diócesis de Yibuti) mediante el decreto Ne adversis de la Propaganda Fide.
Una vez que el 9 de mayo de 1936 finalizó la conquista italiana del Imperio etíope, el 1 de junio de 1936 fue proclamada la creación del África Oriental Italiana.
El 25 de marzo de 1937 cedió otra porción de territorio para la erección de la prefectura apostólica de Neghelli (hoy vicariato apostólico de Hawassa) mediante la bula Quo in Aethiopia. del papa Pío XI, a la vez que cambió su nombre a vicariato apostólico de Harar, cuyo territorio se hizo coincidir con el de la gobernación de Harar (creada el 1 de junio de 1936). El gobierno italiano expulsó a los misioneros franceses de Etiopía, incluido el vicario apostólico padre Jarosseau, pero al padre Lucas Lombard, que había sido prefecto apostólico de Yibuti, se le permitió continuar junto a los capuchinos su misión entre los gallas, que había dado lugar a numerosas conversiones.
Durante la Segunda Guerra Mundial el Reino Unido conquistó el África Oriental Italiana en 1941, restableciéndose el Imperio etíope, y entre abril de 1942 y agosto de 1943 tuvo lugar la repatriación, por barco, de unos 28 000 civiles italianos en una misión humanitaria.
El 6 de marzo de 1980 cedió nuevamente una parte de territorio para la erección de la prefectura apostólica de Meki (hoy vicariato apostólico de Meki) mediante la bula Evangelizationis operi del papa Juan Pablo II.

## Episcopologio
- Guglielmo Massaia, O.F.M.Cap. † (12 de mayo de 1846-23 de mayo de 1880 renunció)
- Louis-Taurin Cahagne, O.F.M.Cap. † (23 de mayo de 1880 por sucesión-1 de septiembre de 1899 falleció)
- André-Marie-Elie Jarosseau, O.F.M.Cap. † (6 de abril de 1900-2 de septiembre de 1937 renunció)
- Leone Giacomo Ossola, O.F.M.Cap. † (22 de septiembre de 1937-19 de octubre de 1943 nombrado administrador apostólico de Novara)
  - Sede vacante (1943-1955)
- Urbain-Marie Person, O.F.M.Cap. † (3 de julio de 1955-4 de diciembre de 1981 retirado)
  - Sede vacante (1981-1992)
- Woldetensaé Ghebreghiorghis, O.F.M.Cap. (21 de diciembre de 1992-16 de abril de 2016 retirado)
- Angelo Pagano, O.F.M.Cap., desde el 16 de abril de 2016

## Estadísticas
De acuerdo al Anuario Pontificio 2021 el vicariato apostólico tenía a fines de 2020 un total de 24 000 fieles bautizados.
| Año                                                                             | Población            | Población | Población      | Sacerdotes | Sacerdotes    | Sacerdotes    | Bautizados por sacerdote | Diáconos permanentes | Religiosos | Religiosos | Parroquias |
| Año                                                                             | Bautizados católicos | Total     | % de católicos | Total      | Clero secular | Clero regular | Bautizados por sacerdote | Diáconos permanentes | Varones    | Mujeres    | Parroquias |
| ------------------------------------------------------------------------------- | -------------------- | --------- | -------------- | ---------- | ------------- | ------------- | ------------------------ | -------------------- | ---------- | ---------- | ---------- |
| 1950                                                                            | 7756                 | 2 000     | 0.4            | 15         | 14            | 1             | 517                      |                      |            | 31         |            |
| 1970                                                                            | 9800                 | 2 250 000 | 0.4            | 20         | 9             | 11            | 490                      |                      | 22         | 60         |            |
| 1980                                                                            | 15 300               | 2 913 000 | 0.5            | 38         | 5             | 33            | 402                      |                      | 47         | 69         | 3          |
| 1990                                                                            | 12 750               | 3 812 000 | 0.3            | 14         | 3             | 11            | 910                      |                      | 20         | 52         | 14         |
| 1999                                                                            | 21 150               | 5 026 000 | 0.4            | 18         | 1             | 17            | 1175                     |                      | 19         | 56         | 17         |
| 2000                                                                            | 23 115               | 5 700 000 | 0.4            | 22         | 2             | 20            | 1050                     |                      | 26         | 63         | 19         |
| 2001                                                                            | 23 000               | 5 700 000 | 0.4            | 24         | 5             | 19            | 958                      |                      | 25         | 63         | 20         |
| 2002                                                                            | 23 175               | 5 700 000 | 0.4            | 26         | 6             | 20            | 891                      |                      | 26         | 63         | 19         |
| 2003                                                                            | 23 200               | 5 700 000 | 0.4            | 26         | 6             | 20            | 892                      |                      | 8          | 31         | 19         |
| 2004                                                                            | 23 210               | 5 700 000 | 0.4            | 26         | 6             | 20            | 892                      |                      | 26         | 63         | 20         |
| 2007                                                                            | 23 200               | 5 921 000 | 0.4            | 21         | 8             | 13            | 1.104                    | 1                    | 25         | 61         | 21         |
| 2010                                                                            | 23 600               | 5 810 500 | 0.4            | 27         | 12            | 15            | 874                      |                      | 17         | 48         | 18         |
| 2014                                                                            | 21 510               | 6 453 000 | 0.3            | 14         | 14            |               | 1536                     |                      |            | 43         | 18         |
| 2017                                                                            | 22 479               | 6 976 000 | 0.3            | 25         | 12            | 13            | 899                      |                      | 13         | 34         | 18         |
| 2020                                                                            | 24 000               | 7 454 370 | 0.3            | 26         | 16            | 10            | 923                      |                      | 14         | 32         | 15         |
| Fuente: Catholic-Hierarchy, que a su vez toma los datos del Anuario Pontificio. |                      |           |                |            |               |               |                          |                      |            |            |            |